# Ida Psiloritis
De Ida Psiloritis (ook wel Ida of Psiloritis; Grieks Ψηλορείτης psèloreitès, 'hoogste') is met haar 2456 meter hoogte de hoogste berg op het eiland Kreta. De bergtop ligt in het Idagebergte, in het departement Rethimnon. Hij is 35 kilometer verwijderd van de Minoïsche opgraving Knossos, en in de oudheid werd er goud, koper en ijzer uit de berg gewonnen. Verder werd Aphrodite hier vereerd. Ook Zeus werd hier vereerd; hij zou op deze berg gevoed zijn toen hij nog een baby was. Ook zou Rhea, de moeder van de Olympische goden, op deze berg hebben gewoond.
De Ida steekt drie meter boven de top van de Pachnes uit, een berg in de Lefka Ori in het westen van Kreta.